# Sun Axelsson
Sun Axelsson (født 19. august 1935 i Göteborg, død 14. januar 2011) var en svensk forfatter. 
Han var mest kendt for sin roman Honungsvargar og sine oversættelser af Pablo Neruda.

## Biografi
Sun Axelsson, var den yngste datter af stadsträdgårdsmästare Karl Edvin og Mignon Axelsson, og blev født i Göteborg men studerede ved Stockholms universitet. Hun blev senere lærer og journalist ved bl.a. BLM og Ord & Bild, samt flere aviser som Expressen, Aftonbladet og Stockholms-Tidningen. 
Hun har tilbragt meget tid i Grækenland og Latinamerika, i løbet af 1960'erne arbejdede hun for eksempel ved universitetet i Santiago i Chile. Hendes indtryk der skrev hun i bøgerne Eldens vagga og Stenar i munnen (udgivet under pseudonymet Jan Olov Hedlund). Hun var til stede under militærkuppet i Chile 1973 og skrev om det i samlingen Terror i Chile.
Efter at have skrevet en en digtsamling og et par oversættelser af forskellige spanske forfattere fik Axelsson i 1978 sit store gennembrud med den selvbiografiske roman Drömmen om ett liv, som senere blev efterfulgt af Honungsvargar og Nattens årstid.

## Priser og udmærkelser
- ABF:s litteraturpris 1991
- Göteborgs-Postens litteraturpris 1989
- Sixten Heymans pris 1986
- Svenska Dagbladets litteraturpris 1984 for Honungsvargar
- BMF-plaketten 1984
- BMF-plaketten 1978